# Menetia greyii
Menetia greyii är en ödleart som beskrevs av  Gray 1845. Menetia greyii ingår i släktet Menetia och familjen skinkar. Inga underarter finns listade i Catalogue of Life.